# 馬來雙線䲁
馬來雙線䲁（學名：Enneapterygius bahasa），又名狗鰷、三鰭鳚，又稱黑尾雙線䲁，為輻鰭魚綱䲁形目三鰭䲁科雙線䲁屬的其中一種，種名由羅納德·弗里克於1997年描述，作者是從澳大利亞昆士蘭州採集的一隻雄魚正模標本（USNM 259168），以及從其他已知地點採集的77隻副模標本，分布於西太平洋區，包括日本、台灣、菲律賓、印尼、巴布亞新幾內亞、澳洲、帛琉與關島海域，深度0至18公尺，本魚體型小呈圓柱狀，雄魚頭部和身體呈紅色，身體側面有一排白色斑點，背部有一排白色鞍狀斑紋，尾巴呈黑色，前部和頭部下半部分黑色，而雌魚則沒有這一特徵，體呈半透明的黃色或橙色，背部有淡黑色的鞍狀條紋，背鰭3個，背鰭硬棘14-18枚、背鰭軟條6-11枚、臀鰭硬棘1枚、臀鰭軟條16-20枚，體長可達4公分，棲息在珊瑚礁區，通常躲在岩縫中，以藻類為食，生活習性不明。

## 扩展阅读
維基物種上的相關：馬來雙線䲁
1. ↑  Williams, J. . The IUCN Red List of Threatened Species. 2014, 2014: e.T178950A1551732  [20 November 2021]. doi:10.2305/IUCN.UK.2014-3.RLTS.T178950A1551732.en .